# Hylarana mortenseni
Hylarana mortenseni är en groddjursart som först beskrevs av George Albert Boulenger 1903.  Hylarana mortenseni ingår i släktet Hylarana och familjen egentliga grodor. IUCN kategoriserar arten globalt som nära hotad. Inga underarter finns listade i Catalogue of Life.